# Mouzay (Indre e Loira)
Mouzay è un comune francese di 503 abitanti situato nel dipartimento dell'Indre e Loira nella regione del Centro-Valle della Loira.

## Società

### Evoluzione demografica
Abitanti censiti